# Querimba
Querimba, Kerimba o Quirimbas són un grup d'illes de Moçambic entre la desembocadura dels rius Rovuma i Lúrio, enfront de Pemba capital de la província de Cabo Delgado. La població principal i centre administratiu és Santo João de Ibo a l'illa anomenada també Querimba, una de les més grans. En total hi ha 27 illes i un nombre similar d'illots, sent les principals Ibo (la més gran), Matemo, Medjumbe, Quilaluia, Quisiva i Rolas (a més de Querimba).
A l'edat mitjana van pertànyer a la zona d'influència del sultanat de Kilwa però governades per un sultà independent. La seva islamització s'hauria produït al segle xii. El 1522 foren ocupades pels portuguesos degut a la importància del comerç de l'ivori, i van destruir les mesquites i altres edificis. El missioner João dos Santos, que va evangelitzar les illes el 1593, va constatar que encara que les classes dirigents eren musulmanes, la massa de població restava pagana.
Modernament les illes s'han anat despoblant. El Parc Nacional de les Quirimbas, establert el 2002, cobreix 7.500 km² i el formen les 11 illes més al sud, rodejades de manglars. Són idíl·liques per la pesca submarina amb algunes fosses de 400 metres. L'entorn natural i la vàlua cultural de les illes va fer que fos nominat com a Patrimoni de la Humanitat el 2008.